# Кочапар
Кочапар Бранислављевић (12. век) био је српски кнез (жупан), који је владао Дукљом од 1102. до 1103, под управом великог жупана Рашке Вукана. Он је био син Бранислава, који је био брат од стрица Бодина, од кога је наследио титулу кнеза Дукље.
После Бодинове смрти (1101), Бодинов полубрат Доброслав II, га је наследио као краљ Дукље. Кочапар Бранислављевић, најближи Бодинов рођак склопио је савез са Вуканом. Овај савез ће се показати успешним у освајању Дукље 1102. године. Битка која је уследила на Морачи довела до пада Доброслава II и крунисања Кочапара на престо. Доброслав је касније протеран у Рашку. Вукан је поставио Кочапара за кнеза Дукље који је владао под његовом управом. Овај савез ће се ускоро растурити, и Вукан шаље своју војску на град Дукљу, приморавајући Кочапара да бежи у Босну, а затим Захумље, где је на крају и умро.
За новог српског краља проглашен је Владимир Војислављевић.

## Извори и литература
Извори
- Кунчер, Драгана (2009). Gesta Regum Sclavorum. 1. Београд-Никшић: Историјски институт, Манастир Острог.
- Живковић, Тибор (2009). Gesta Regum Sclavorum. 2. Београд-Никшић: Историјски институт, Манастир Острог.
- Мијушковић, Славко, ур. (1988) [1967]. Љетопис попа Дукљанина (2. изд.). Београд: Просвета & Српска књижевна задруга.
- Mošin, Vladimir, ур. (1950). Ljetopis popa Dukljanina. Zagreb: Matica hrvatska.
- Шишић, Фердо, ур. (1928). Летопис Попа Дукљанина. Београд-Загреб: Српска краљевска академија.

Литература
- Веселиновић, Андрија; Љушић, Радош (2008). Српске династије (2. изд.). Београд: Службени гласник.
- Живковић, Тибор (2006). Портрети српских владара (IX-XII век). Београд: Завод за уџбенике и наставна средства.
- Живковић, Тибор (2006). „Дукља између Рашке и Византије у првој половини XII века”. Зборник радова Византолошког института. 43: 451—466.
- Živković, Tibor (2008). Forging unity: The South Slavs between East and West 550-1150. Belgrade: The Institute of History.
- Калић, Јованка (1981). „Српски велики жупани у борби с Византијом”. Историја српског народа. књ. 1. Београд: Српска књижевна задруга. стр. 197—211.
- Ковачевић, Јован (1967). „Од доласка Словена до краја XII вијека”. Историја Црне Горе (PDF). 1. Титоград: Редакција за историју Црне Горе. стр. 279—444.
- Ћирковић, Сима (1981). „Осамостаљивање и успон дукљанске државе”. Историја српског народа. књ. 1. Београд: Српска књижевна задруга. стр. 180—196.
- Fine, John Van Antwerp Jr. (1991) [1983]. The Early Medieval Balkans: A Critical Survey from the Sixth to the Late Twelfth Century. Ann Arbor, Michigan: University of Michigan Press.